# Sant'Antonio da Padova a Via Merulana (titre cardinalice)
Le titre cardinalice de Sant'Antonio da Padova a Via Merulana (Saint Antoine de Padoue à via Merulana) est érigé par le pape Jean XXIII le 12 mars 1960 et rattaché à l'église Sant'Antonio da Padova all'Esquilino qui se trouve dans le rione Esquilin à Rome.

## Titulaires
| - Peter Tatsuo Doi (1960-1970) - António Ribeiro (1973-1998) - Cláudio Hummes (2001-2022) - Américo Alves Aguiar (depuis 2023) |